# Erling Størmer

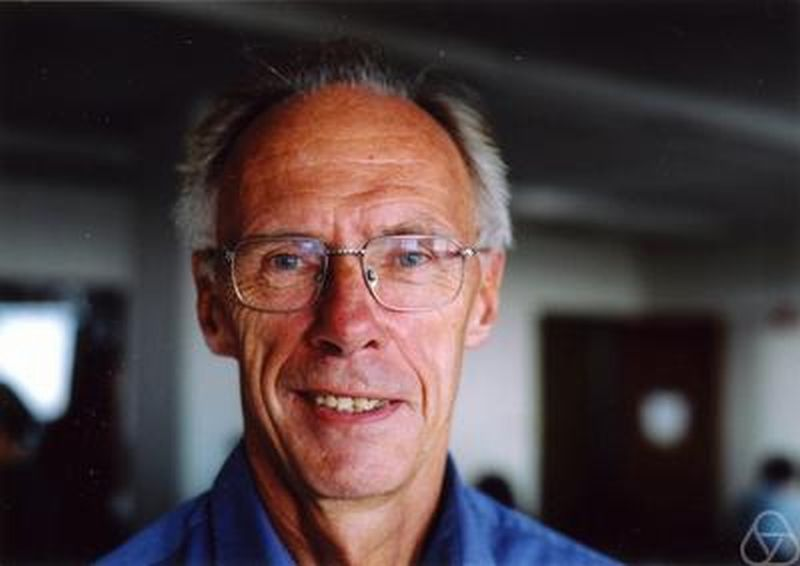
Erling Størmer, 2006

Erling Størmer (* 2. November 1937 in Oslo) ist ein norwegischer Mathematiker, der sich mit Operatoralgebren und besonders C*-Algebren befasst.
Er ist der Sohn des Geologen und Paläontologen Leif Størmer und Enkel von Carl Størmer. Størmer wurde 1963 an der Columbia University bei Richard Kadison promoviert (Point Measures in the Two-Sided Non-Commutative Integration Theory) und war 1974 bis zur Emeritierung 2007 Professor in Oslo.
Er ist Mitglied der Norwegischen Akademie der Wissenschaften und Fellow der American Mathematical Society.
2002 bis 2006 leitete er das Abel-Komitee (das den Abel-Preis vergibt). Er war 1974 Invited Speaker auf dem Internationalen Mathematikerkongress in Vancouver (Some aspects of ergodic theory in operator algebras).
Zu seinen Doktoranden zählt Ola Bratteli (Oslo 1974).

## Schriften
- Positive Linear Maps of Operator Algebras, Springer 2013
- mit Harald Hanche-Olsen: Jordan Operator Algebras, Pitman 1984
- mit Sergey Neshveyev: Dynamical entropy in operator algebras, Springer 2006